# Arachis batizocoi
Arachis batizocoi là loài trong chi lạc bản địa của Bolivia và Paraguay. Loài này được chọn làm nguồn cung cấp gene cho nghiên cứu sinh học thực vật của cây lạc (Arachis hypogaea).